# Дервентски папирус
Дервентският папирус (на гръцки: Πάπυρος του Δερβενίου) е древногръцки папирус, открит в 1962 година. Папирусът представлява философски трактат, алегоричен коментар на орфическа поема, теогония, създаден вероятно в кръга на философа Анаксагор през втората половина на V век пр. Хр., и според някои автори „е най-важният нов извор за гръцката философия и религия, появил се след Ренесанса“. Папирусът датира от около 340 г. пр. Хр., от времето на управлението на Филип II Македонски, и така е най-старият запазен ръкопис в Европа. Първото официално издание излиза в 2006 година и е свободно достъпно онлайн.

## Откриване
Ръкописът е открит през 1962 година в цистов гроб Α в некропола на древномакедонския град Лете, разположен в прохода Дервент (Дервени), южно от солунското село Айватово (Лити). Пази се в археологическия музей в Солун. Карбонизиралият от кладата на благородник папирус е един от малкото оцелели папируси в Гърция. Изгорялата част е долната половина на ръкописа, както и най-външният слой; така първите четири колони реално липсват, а долният край на останалите 22 е овъглен. Събрани са и 266 фрагмента с различна големина.

## Публикуване
В 1982 година излиза едно предварително издание, а по-късно Янко (Janko) и Бетег предлагат свои издания. През есента на 2005 година с папируса се заема екип от експерти, начело с Пиерис от Института за философски изследвания и Дирк Обинк, директор на Оксиринхус – папирусен проект на Оксфордския университет, с помощта на съвременна мултиспектрална техника, разработена от Роджър Макфърлейн и Джийн Уеър от Университета Бригъм Янг. В следващата година папирусът е публикуван официално от учени от Солун. Публикацията дава пълен текст на папируса със снимки и превод. Документът предоставя още поле за научна работа и дискусии.

## Изследвания
Запазеният текст е фрагментарен и трудночетим, така че почти всички мнения, изказвани относно авторството, остават спорни. Възможно е материално папирусът да бъде датиран, но това само поставя долна граница за текста, който може да го предхожда във времето.
Янко предполага, че автор е Диагор от Мелос, който, подобно на Анаксагор, е бил обвинен в безбожие. Лебедев, пренамирайки дузина цитати, убедително обосновава тезата, че автор е Продик от Кос. Между предполагаемите автори се включват Евтифрон, Стесимброт Тасоски и други.